# خانه غفوریان
خانه غفوریان مربوط به سدهٔ ۱۳ ه‍.ق است و در اصفهان، چهارباغ پائین، کوچه گرگ یراقها واقع شده و این اثر در تاریخ ۱۸ آذر ۱۳۵۴ با شمارهٔ ثبت ۱۱۶۶ به‌عنوان یکی از آثار ملی ایران به ثبت رسیده‌است.